# Montes Carpatus

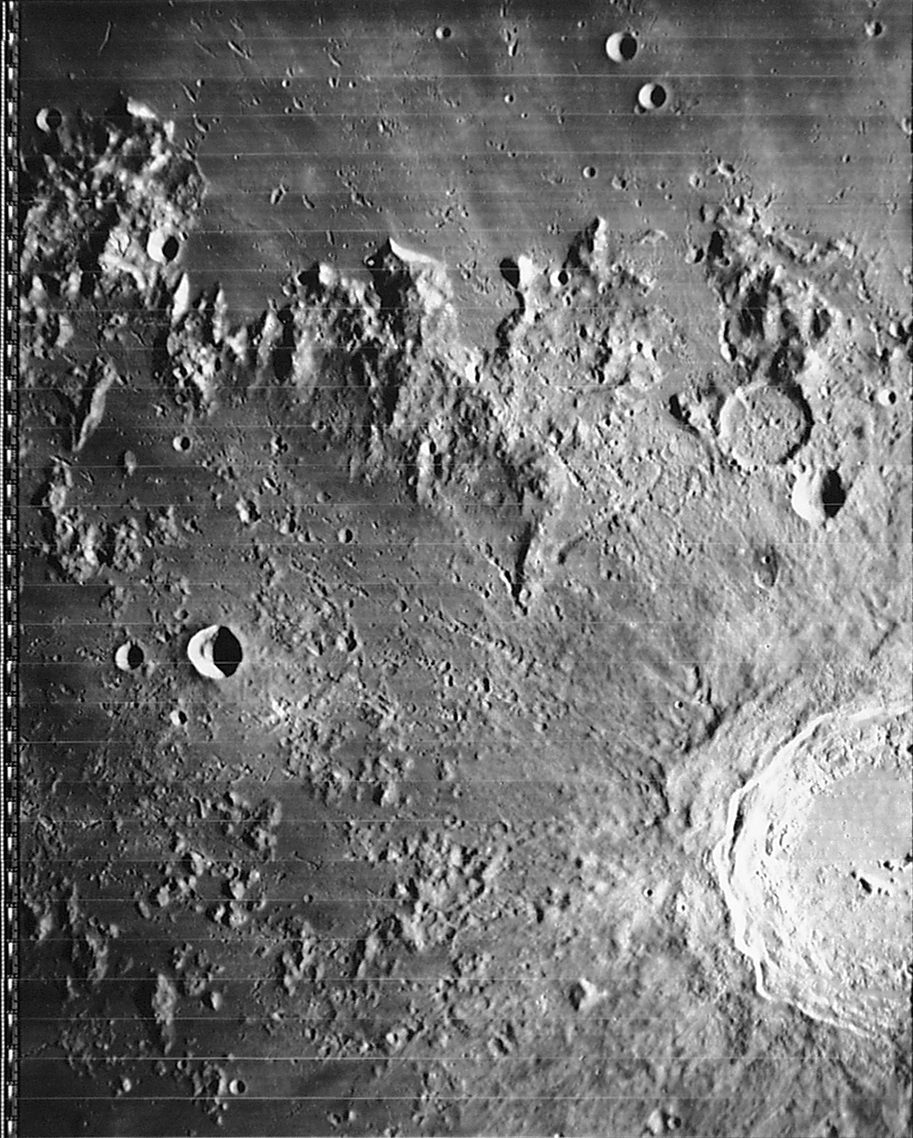
Montes Carpatus (nahoře), v pravém dolním rohu je část kráteru Koperník

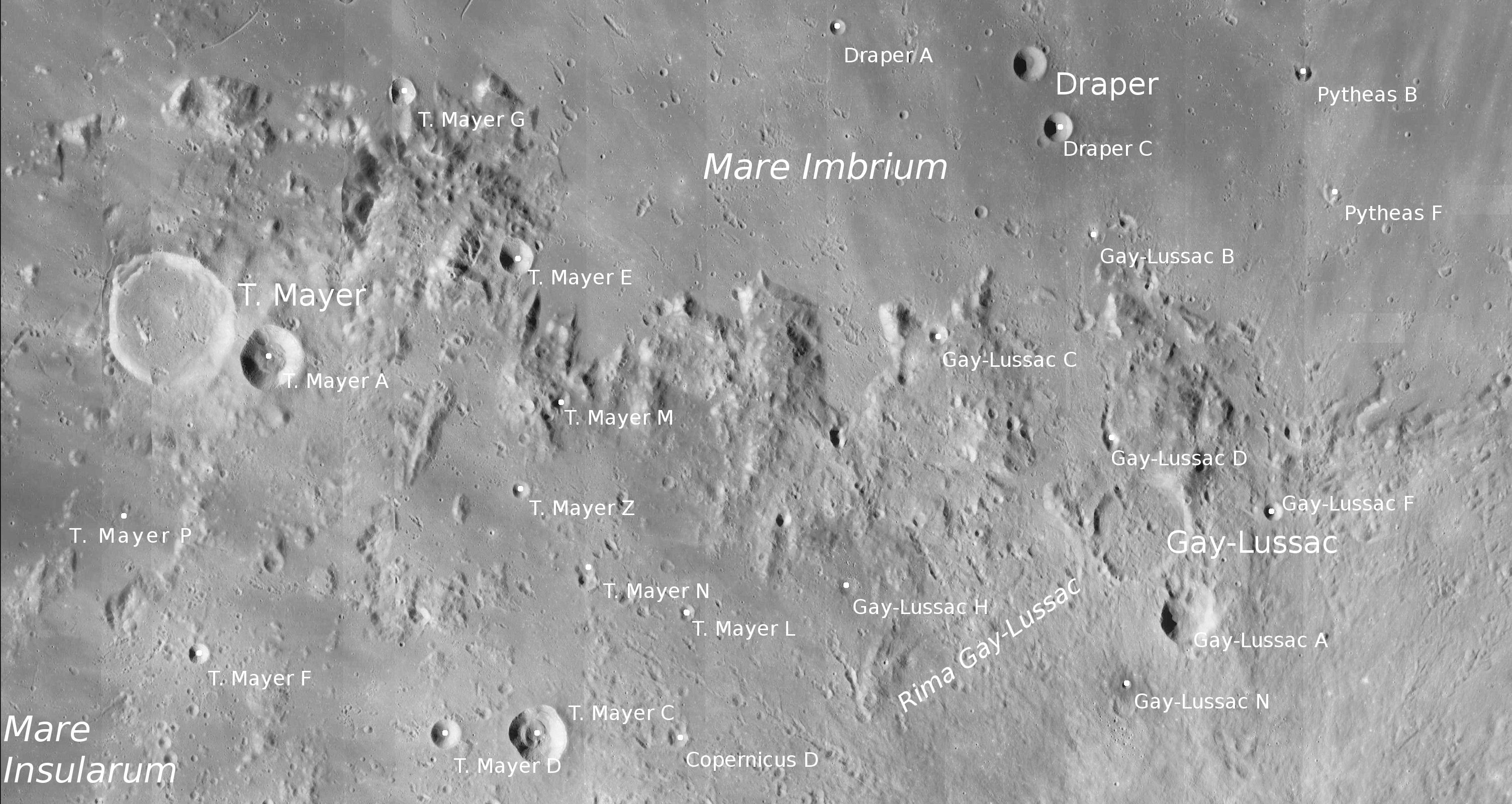
Poloha Montes Carpatus

Montes Carpatus (česky Karpaty) je pohoří na jižním okraji Mare Imbrium (Moře dešťů) severně od výrazného paprskovitého kráteru Koperník na přivrácené straně Měsíce. Pohoří je orientováno ve směru východ-západ a je dlouhé přibližně 400 km. Střední selenografické souřadnice jsou 14,6° S, 23,6° Z. Jednotlivé horské masivy a kopce, z nichž se skládá jsou průměrně vysoké 1 000 – 2 000 m.
Západní část pohoří začíná u kráteru T. Mayer. Ve východní části severně od kráteru Koperník se nachází kráter Gay-Lussac.

## Název
Montes Carpatus pojmenoval německý astronom Johann Heinrich von Mädler podle středoevropského pohoří Karpaty.